# Kiddy Grade
Kiddy Grade (キディ・グレイド?) è una serie televisiva anime di ventiquattro episodi di genere fantascientifica prodotta nel 2002 e creata da gímik e dallo studio Gonzo, e diretta da Keiji Gotoh. La serie, basata su una serie di light novel pubblicate nel 2001 dalla Kadokawa Shoten, ha generato un ampio merchandise che si è allargato a numerose altre serie di light novel, manga ed a tre film cinematografici che rappresentano un riassunto della serie televisiva. Nel 2009 è stato annunciato un sequel della storia, intitolato Kiddy Girl-and.

## Trama
La storia si svolge in un futuro in cui la razza umana ha allargato il proprio territorio ed ha iniziato ad abitare su moltissimi altri pianeti, in un universo dotato di una tecnologia estremamente all'avanguardia. Parallelamente allo sviluppo della tecnologia, anche la criminalità organizzata si è sviluppata ed evoluta, e quindi è stato formato il GOTT, Galactic Organization of Trade and Tariffs, una sorta di forza di polizia intergalattico. All'interno di questa organizzazione, vi è un ramo speciale (e segreto) noto come Forza ES (ES sta per "Encounter of Shadow-work"), composta da dodici giovani che possiedono incredibili poteri paranormali. Ogni membro dell'ES opera insieme ad un collega, formando quindi squadre di due elementi. La serie si concentra proprio su una di queste squadre, quella formata dalle giovanissime Éclair e Lumière. Col progredire della serie, le due ragazze cominceranno a conoscere i lati più oscuro di Gott ed i suoi segreti.

## Personaggi

### Personaggi principali
Éclair
Doppiata da Ryōko Nagata
Eclair è una delle protagoniste della serie e lavora per il GOTT. Mentre il suo lavoro principale è quello della receptionist, in realtà il suo impiego consiste anche nell'essere inviata in missione in qualità di membro ES, al fine di garantire la normale gestione economica sui vari pianeti intorno alla galassia. La sua compagnia di squadra è Lumière.
Lumière
Doppiata da Aya Hirano
Lumière è una delle protagoniste della serie e lavora per il GOTT. Mentre il suo lavoro principale è quello della receptionist, in realtà il suo impiego consiste anche nell'essere inviata in missione in qualità di membro ES, al fine di garantire la normale gestione economica sui vari pianeti intorno alla galassia. La sua compagnia di squadra è Eclair.
Eclipse
Doppiata da Mika Doi
Eclipse è il capo del GOTT ed il suo lavoro è quello di garantire la normale attività economica su tutti i pianeti della Galassia, utilizzando i membri dell'ES. Il suo lavoro viene monitorato dall'Unione Galattica. nel corso della serie rivelerà di nascondere molti segreti.
Mercredi
Doppiata da Kaori Mizuhashi
Mercredi (francese per Mercoledì), anche se ha solo 13 anni, è la segretaria privata di Eclipse e può essere considerata il suo "braccio destro". È dotata di grande talento nella raccolta ed elaborazione di dati quasi fosse un computer.
Armbrust
Doppiato da Gō Aoba
Ha 36 anni ed è un funzionario dell'Unione mondiale. Viene inviato per osservare Éclair e Lumière durante le loro missioni all'inizio della serie.

### Altri membri dell'ES
Alv
Doppiata da Kikuko Inoue
Membro ES del GOTT di classe S, ha un'età apparente di venti anni. La sua partner è Dvergr e le sue abilità speciali sono "Absorb" e "Reflex"
Dvergr
Doppiata da Omi Minami
Membro ES del GOTT di classe S, ha un'età apparente di diciannove anni. La sua partner è Alve e le sue abilità speciali sono "Absorb," "Reflex," e "Transmission"
Sinistra
Doppiato da Nobuo Tobita
Membro ES del GOTT di classe S, ha un'età apparente di diciotto anni. Il suo partner è Dextera e la sua abilità speciale è "Whenever"
Dextera
Doppiato da Hirotaka Suzuoki
Membro ES del GOTT di classe S, ha un'età apparente di diciotto anni. Il suo partner è Sinistra e la sua abilità speciale è "Anywhere"
Cesario
Doppiato da Toshiyuki Morikawa
Membro ES del GOTT di classe C, ha un'età apparente di diciotto anni. Il suo partner è Viola e la sua abilità speciale è "Calamity"
Viola
Doppiata da Ai Tokunaga
Membro ES del GOTT di classe C, ha un'età apparente di diciotto anni. La sua partner è Cesario e la sua abilità speciale è "Driver"
Tweedledee
Doppiata da Natsuko Kuwatani
Membro ES del GOTT di classe S, ha un'età apparente di sedici anni. La sua partner è Tweedledum e le sue abilità speciali sono "Strom" e "Windstoß".
Tweedledum
Doppiata da Jun Fukuyama
Membro ES del GOTT di classe S, ha un'età apparente di sedici anni. La sua partner è Tweedledee e le sue abilità speciali sono "Magnetfeld" e "Windstoß".
Un-oh
Doppiato da Akira Ishida
Membro ES del GOTT di classe S, ha un'età apparente di quattordici anni. Il suo partner è A-oh e la sua abilità speciale è  "Amazing".
A-oh
Doppiato da Tetsu Inada
Membro ES del GOTT di classe S, ha un'età apparente di quattordici anni. Il suo partner è Uh-oh e la sua abilità speciale è  "Amplifier".

### Personaggi minori
Bonita Gerard
Doppiata da Mami Kosuge
Amica e collega receptionist del GOTT di Éclair e Lumière.
Liquide "Liquiy" Cole
Doppiata da Ikue Kimura
Amica e collega receptionist del GOTT di Éclair e Lumière.
Chevalier D'Autriche
Doppiato da Norio Wakamoto
Segretario generale del GOTT e capo del Dipartimento economico del GU.
Caprice
Doppiata da Naoko Takano
È un'amica di Éclair che lavora come cameriera presso il Fleur's Cafe.

## Media

### Light novel
Il franchise di Kiddy Grade è iniziato proprio in forma di una serie di light novel, pubblicate dalla Kadokawa Shoten sotto l'etichetta della Kadokawa Sneaker Bunko dal 1º settembre 2001 al 1º febbraio 2002, e successivamente raccolta in due volumi. In seguito sono state pubblicate altre light novel dedicate ai personaggi della serie: Kiddy Grade, 3 volumi pubblicati dal 1º novembre 2002 al 1º settembre 2003; Kiddy Grade EX-Partner, volume unico pubblicato il 25 settembre 2003; Kiddy Grade Secret Affair, volume unico pubblicato il 29 gennaio 2004.

### Anime
La serie televisiva di Kiddy Grade è andata in onda su Fuji Television dall'8 ottobre 2002 al 18 marzo 2003 per ventidue episodi, di circa ventiquattro minuti ciascuno.

#### Episodi
| Nº | Giapponese 「Kanji」 - Rōmaji                                      | In onda          | In onda |
| Nº | Giapponese 「Kanji」 - Rōmaji                                      | Giapponese       |         |
| 01 | 「デプス・スペース」 - Depth/Space -深淵-                          | 8 ottobre 2002   |         |
| 02 | 「タイト・バインド」 - Tight/Bind -重力-                           | 15 ottobre 2002  |         |
| 03 | 「プリズナー・エスコート」 - Prisoner/Escort -虜囚-                | 22 ottobre 2002  |         |
| 04 | 「ハイ・スピード」 - High/Speed -超速-                             | 29 ottobre 2002  |         |
| 05 | 「デイ・オフ」 - Day/Off -休日-                                    | 5 novembre 2002  |         |
| 06 | 「ツイン・スター」 - Twin/Star -双璧-                              | 19 novembre 2002 |         |
| 07 | 「トライアル・チャイルド」 - Trial/Child -試練-                    | 26 novembre 2002 |         |
| 08 | 「フォビドゥン・インストゥルメント」 - Forbidden/Instrument -禁断- | 3 dicembre 2002  |         |
| 09 | 「ミラージュ・スネア」 - Mirage/Snare -罠網-                       | 10 dicembre 2002 |         |
| 10 | 「リバース・スレイブ」 - Rebirth/Slave -再生-                      | 17 dicembre 2002 |         |
| 11 | 「セット・フリー」 - Set/Free -蝉脱-                               | 7 gennaio 2003   |         |
| 12 | 「フローズン・ライフ」 - Frozen/Life -死生-                        | 7 gennaio 2003   |         |
| 13 | 「コンフリクト・ディスティニー」 - Conflict/Destiny -衝突-         | 14 gennaio 2003  |         |
| 14 | 「スティール・ハート」 - Steel/Heart -鋼鉄-                        | 21 gennaio 2003  |         |
| 15 | 「ブレイク・ダウン」 - Break/Down -崩壊-                           | 28 gennaio 2003  |         |
| 16 | 「ルック・バック」 - Look/Back -追憶-                              | 11 febbraio 2003 |         |
| 17 | 「ファンタズム・リボーン」 - Phantasm/Reborn -新生-                | 25 febbraio 2003 |         |
| 18 | 「アンマスクド・フェイス」 - Unmasked/Face -面貌-                  | 25 febbraio 2003 |         |
| 19 | 「テイク・リベンジ」 - Take/Revenge -復讐-                         | 4 marzo 2003     |         |
| 20 | 「ロスト・デイズ」 - Lost/Days -喪失-                              | 4 marzo 2003     |         |
| 21 | 「ノーヴルス・アーク」 - Nouvlesse/Arc -方舟-                      | 11 marzo 2003    |         |
| 22 | 「デモリッション・タイタン」 - Demolition/Titan -巨神-             | 11 marzo 2003    |         |
| 23 | 「アニヒレイション・ゼロ」 - Annihilation/Zero -還元-              | 18 marzo 2003    |         |
| 24 | 「アズ・タイム・ゴーズ・バイ」 - As Time Goes By -終焉-            | 18 marzo 2003    |         |

#### Colonna sonora
Sigla di apertura
- Mirai no Kioku (未來の記憶?) cantata da Yuka

Sigla di chiusura
- Future cantata da Little Viking

### Film
Nel 2007, la serie è stata ripubblicata nella forma di tre lungometraggi cinematografici (ognuno della durata di circa 80–90 minuti). I film rappresentano un nuovo montaggio dell'animazione utilizzata durante la serie televisiva. I titoli dei tre film sono:
- Kiddy Grade -Ignition- (キディ・グレイド －イグニッション－ 覚醒編?): proiettato il 9 aprile 2007, è un riassunto degli episodi dall'1 all'11.
- Kiddy Grade -Malestrom- (キディ・グレイド －メイルシュトローム－ 氾濫篇?): proiettato il 23 giugno 2007, è un riassunto degli episodi dal 12 al diciotto.
- Kiddy Grade -truth Dawn- (キディ・グレイド －トゥルースドーン－ 黎明篇?): proiettato il 1º settembre 2007, è un riassunto degli episodi dal 18 al 26.

### Manga
Sono stati prodotti due serie di manga ispirate alla storia di Kiddy Grade. La prima, Kiddy Grade Reverse (キディ・グレイド－リバース－?) è stata realizzata da HIYOHIYO e pubblicata sulla testata Shōnen Ace della Kadokawa Shoten, per poi essere raccolta in un unico volume pubblicato il 1º marzo 2003. La seconda serie, Kiddy Grade Versus (キディ・グレイドVS?) è stata realizzata da Hidefumi Kimura e Arikui Fujimaru e pubblicata sulla testata Dragon Jr della Kadokawa Shoten, per poi essere raccolta in due volumi pubblicati il 27 febbraio 2003 (il primo volume) ed il 1º novembre 2003 (il secondo volume).